# John Joseph Bennett
Pour les articles homonymes, voir John Bennett et Bennett.
John Joseph Bennett, né le 8 janvier 1801 et mort le 29 février 1876 est un botaniste britannique.

## Biographie
Il est élu à la Royal Society en 1841.
On lui doit la description des plantes récoltées à Java par Thomas Horsfield : Plantae javanicae rariores descriptae iconibus illustratae, quas in insula Java, annis 1802-1818, legit et investigavit Thomas Horsfield, M.D. e siccis descriptiones et characteres plurimarum elaboravit Johannes J. Bennett. observationes structuram et affinitates praesertim respicientes passim adjecit Robertus Brown, publié à Londres de 1838 à 1852.
Bennett a aussi  réédité les œuvres complètes de Robert Brown.
Il est le frère du zoologiste Edward Turner Bennett.